# ジェミニ・ミュージックパートナー
『ジェミニ・ミュージックパートナー』（番組宣伝ポスターなど宣伝表記上のタイトル名義は『GEMINI ミュージック・パートナー』）は、TBSラジオなどJRN系列の各放送局で1970年代後半から1980年代後半に放送された日本のラジオ音楽番組。提供スポンサーはいすゞ自動車で、ジェミニなどいすゞの乗用車が生産されたころにオンエアされていた。

## タイトルとメイン・パーソナリティーの移り変わり
- 『真子のワンダーランド』石野真子
  - 放送期間：1979年10月13日 - 1981年4月4日
  - 放送時間：毎週土曜日 17:00 - 17:30
- 『三原順子ファンタジーロード』三原順子
  - 放送期間：1981年4月11日 - 1983年10月8日
  - 放送時間：毎週土曜日 17:00 - 17:30（1981年4月11日 - 1983年4月9日）→ 毎週土曜日 16:45 - 17:15（1983年4月16日 - 1983年10月8日、『土曜ワイドラジオTOKYO』の時間短縮に伴う繰上げ）
- 『ときめいて美奈子』本田美奈子.
  - 放送期間：1985年10月12日 - 1986年3月29日
  - 放送時間：毎週土曜日 18:30 - 19:00

放送時間はTBSでのもの。ネット局では異なる日時に放送されていたところもある。

『真子のワンダーランド』を除き、松宮一彦アナウンサーがサブ・パーソナリティーを務めた。

本枠開始前に実質上の前身番組として『郁恵のフレッシュミュージック』（1978年10月 - 1979年9月）という番組がいすゞ一社提供で放送されていた。

## ネット局
| TBS | HBC | RAB | IBC | YBC    | TBC |
| ABS | rfc | BSN | SBC | YBS    | KNB |
| MRO | FBC | SBS | CBC | ABC    | WBS |
| RSK | BSS | RCC | KRY | JR⇒JRT | RNB |
| RKC | RKB | NBC | RKK | OBS    | MRT |
| MBC | RBC |     |     |        |     |

| TBSラジオ 土曜17:00 - 17:30枠 →16:45 - 17:15枠（1979年10月13日-1983年10月8日） | TBSラジオ 土曜17:00 - 17:30枠 →16:45 - 17:15枠（1979年10月13日-1983年10月8日）                                       | TBSラジオ 土曜17:00 - 17:30枠 →16:45 - 17:15枠（1979年10月13日-1983年10月8日） |
| 前番組                                                                         | 番組名 | 次番組                                                                         |
| ------------------------------------------------------------------------------ | --- | ------------------------------------------------------------------------------ |
| 郁恵のフレッシュミュージック                                                   | ジェミニ・ミュージックパートナー 真子のワンダーランド ↓ ジェミニ・ミュージックパートナー 三原順子 ファンタジーロード | ビアホール名人会 （17:00 - 17:30）                                             |